# Lucia Pietrelli
Lucia Pietrelli   (Candelara, 8 d'abril de 1984) és una novel·lista, poetessa i traductora italiana en llengua catalana.

## Biografia
Va estudiar literatura a Pisa, Madrid i Barcelona i viu a Mallorca des de la dècada del 2010. Fou l'encarregada d'elaborar i llegir el manifest de la Diada de Mallorca del 31 de desembre de 2014. Ha publicat novel·les, llibres de poesia i ha traduït de l'italià al català i al castellà. Ha guanyat diversos premis literaris, com ara el Premi Joanot Martorell amb la novel·la Cadenes, i el premi Lletra d’Or 2020 per la seva novel·la Lítica, un premi que reconeix, des del 1956, la millor obra en català publicada l'any anterior.
Lucia Pietrelli va publicar el 2010 el seu primer poemari, Fúria (Documenta Balear). L'any següent, el 2011, va publicar Violacions (Moll); el 2013, Mort d'un Aviador Tartamunt (AdiA); el 2015, Ortigues (AdiA) i el 2016 va publicar V (Cafè Central). Després de diversos anys de silenci poètic, va reaparèixer amb La terra i els altres llocs (2021, AdiA), poemari on, en diverses entrevistes, anuncia un canvi d'etapa, un punt d'inflexió que la portarà cap a altres direccions. Pel que fa a la seva trajectòria al món de la novel·la, Lucia fins avui dia ha publicat les novel·les Nissaga (Moll, 2013), Qui ens defensarà (Lleonard Muntaner, 2014), Cadenes (Edicions 62, 2015), Lítica (Males Herbes, 2019) i Deimos (MAles Herbes, 2024). L'autora es mou també a l'àmbit teatral. El 2018 va estrenar una peça teatral titulada Irene i la terra adormida, la qual s'estrena al Teatre Principal de Palma el mes de novembre del mateix any.

## Obra publicada

### Poesia
- 2010: Fúria (Furia). Palma: Documenta Balear. La Cantàrida
- 2011: Vertical (Verticale). Rimini: Raffaelli Editore
- 2011: Violacions. Palma: Moll[7]
- 2013: Esquelet. Lleida: Pagès Editors[8]
- 2013: Mort d'un aviador tartamut. Calonge: AdiA Edicions
- 2015: Ortigues. Calonge: AdiA Edicions
- 2016: V. Barcelona - Vic: Cafè Central / Eumo Editorial.
- 2021: La terra i altres llocs. Calonge: AdiA Edicions.[9]

### Novel·la
- 2013: Nissaga. Palma: Moll
- 2014: Qui ens defensarà. Palma: Lleonard Muntaner[10]
- 2015: Cadenes. Edicions 62[4]
- 2019: Lítica. Males Herbes[5]
- 2024: Deimos. Males Herbes[11]

### Traduccions
- 2011: Blues en setze (Blues in sedici) de Stefano Benni. Palma: Lleonard Muntaner
- 2013: Parasceve de Blai Bonet (traducció al castellà). Palma: Lleonard Muntaner
- 2017: Atles de micronacions de Graciano Grazini. Barcelona: Males Herbes.